# Ausztria az 1980. évi téli olimpiai játékokon
Ausztria az egyesült államokbeli Lake Placidben megrendezett 1980. évi téli olimpiai játékok egyik részt vevő nemzete volt. Az országot az olimpián 6 sportágban 43 sportoló képviselte, akik összesen 7 érmet szereztek.

## Érmesek
| Érem  | Versenyző                     | Sportág  | Versenyszám            |
| ----- | ----------------------------- | -------- | ---------------------- |
| Arany | Leonhard Stock                | Alpesisí | Férfi lesiklás         |
| Arany | Annemarie Moser-Pröll         | Alpesisí | Női lesiklás           |
| Arany | Toni Innauer                  | Síugrás  | Egyéni, normálsánc     |
| Ezüst | Peter Wirnsberger             | Alpesisí | Férfi lesiklás         |
| Ezüst | Hubert Neuper                 | Síugrás  | Egyéni, nagysánc       |
| Bronz | Hans Enn                      | Alpesisí | Férfi óriás-műlesiklás |
| Bronz | Georg Fluckinger Karl Schrott | Szánkó   | Kettes                 |

## Alpesisí
Férfi
| Versenyző           | Versenyszám      | 1. futam | 1. futam | 2. futam | 2. futam | Összesítés | Összesítés |
| Versenyző           | Versenyszám      | Idő      | Hely.    | Idő      | Hely.    | Idő        | Helyezés   |
| ------------------- | ---------------- | -------- | -------- | -------- | -------- | ---------- | ---------- |
| Hans Enn            | Műlesiklás       | 53,70    | 2.*      | 51,42    | 7.       | 1:45,12    | 4.         |
| Hans Enn            | Óriás-műlesiklás | 1:20,31  | 2.       | 1:22,20  | 8.       | 2:42,51    |            |
| Werner Grissmann    | Lesiklás         |          |          |          |          | 1:47,21    | 7.         |
| Christian Orlainsky | Műlesiklás       | kizárták | kizárták | kiesett  | kiesett  | kiesett    | kiesett    |
| Christian Orlainsky | Óriás-műlesiklás | 1:21,92  | 16.      | 1:22,78  | 12.      | 2:44,70    | 13.        |
| Anton Steiner       | Műlesiklás       | 54,56    | 6.       | 50,85    | 4.       | 1:45,41    | 7.         |
| Anton Steiner       | Óriás-műlesiklás | 1:21,93  | 17.      | 1:23,83  | 21.      | 2:45,76    | 18.        |
| Leonhard Stock      | Lesiklás         |          |          |          |          | 1:45,50    |            |
| Leonhard Stock      | Műlesiklás       | 56,43    | 18.      | 53,98    | 19.      | 1:50,41    | 18.        |
| Leonhard Stock      | Óriás-műlesiklás | 1:22,97  | 27.      | 1:24,43  | 26.*     | 2:47,40    | 26.        |
| Harti Weirather     | Lesiklás         |          |          |          |          | 1:47,70    | 9.         |
| Peter Wirnsberger   | Lesiklás         |          |          |          |          | 1:46,12    |            |

Női
| Versenyző             | Versenyszám      | 1. futam      | 1. futam      | 2. futam   | 2. futam   | Összesítés | Összesítés |         |         |
| Versenyző             | Versenyszám      | Idő           | Hely.         | Idő        | Hely.      | Idő        | Helyezés   |         |         |
| --------------------- | ---------------- | ------------- | ------------- | ---------- | ---------- | ---------- | ---------- | ------- | ------- |
| Ingrid Eberle         | Lesiklás         |               |               |            |            | 1:39,63    | 6.         |         |         |
| Ingrid Eberle         | Műlesiklás       | 45,21         | 16.           | 46,50      | 14.        | 1:31,71    | 13.        |         |         |
| Ingrid Eberle         | Óriás-műlesiklás | 1:18,18       | 19.           | 1:29,24    | 10.        | 2:47,42    | 14.        |         |         |
| Annemarie Moser-Pröll | Lesiklás         |               |               |            |            | 1:37,52    |            |         |         |
| Annemarie Moser-Pröll | Műlesiklás       | nem ért célba | nem ért célba | kiesett    | kiesett    | kiesett    | kiesett    |         |         |
| Annemarie Moser-Pröll | Óriás-műlesiklás | 1:15,64       | 7.            | 1:27,55    | 6.         | 2:43,19    | 6.         |         |         |
| Cornelia Pröll        | Lesiklás         |               |               |            |            | 1:42,44    | 22.        |         |         |
| Regina Sackl          | Műlesiklás       | nem ért célba | nem ért célba | kiesett    | kiesett    | kiesett    | kiesett    |         |         |
| Regina Sackl          | Óriás-műlesiklás | nem ért célba | nem ért célba | kiesett    | kiesett    | kiesett    | kiesett    |         |         |
| Lea Sölkner           | Műlesiklás       | nem ért célba | nem ért célba | kiesett    | kiesett    | kiesett    | kiesett    |         |         |
| Lea Sölkner           | Óriás-műlesiklás | 1:18,30       | 21.           | nem indult | nem indult | kiesett    | kiesett    | kiesett | kiesett |

* - egy másik versenyzővel azonos eredményt ért el

## Biatlon
| Versenyző                                            | Versenyszám      | Lövőhiba | Időeredmény | Helyezés |
| ---------------------------------------------------- | ---------------- | -------- | ----------- | -------- |
| Siegfried Dockner                                    | 20 km egyéni     | 4        | 1:14:35,28  | 17.      |
| Alfred Eder                                          | 10 km sprint     | 4        | 35:58,27    | 23.      |
| Alfred Eder                                          | 20 km egyéni     | 4        | 1:15:44,28  | 24.      |
| Rudolf Horn                                          | 10 km sprint     | 5        | 36:31,25    | 28.      |
| Rudolf Horn                                          | 20 km egyéni     | 6        | 1:16:03,83  | 26.      |
| Franz-Josef Weber                                    | 10 km sprint     | 1        | 34:25,28    | 11.      |
| Rudolf Horn Franz-Josef Weber Josef Koll Alfred Eder | 4 × 7,5 km váltó | 4        | 1:38:32,02  | 6.       |

## Bob
| Versenyző                                                          | Versenyszám | 1. futam | 1. futam | 2. futam | 2. futam | 3. futam | 3. futam | 4. futam | 4. futam | Összesítés | Összesítés |
| Versenyző                                                          | Versenyszám | Idő      | Hely.    | Idő      | Hely.    | Idő      | Hely.    | Idő      | Hely.    | Idő        | Helyezés   |
| ------------------------------------------------------------------ | ----------- | -------- | -------- | -------- | -------- | -------- | -------- | -------- | -------- | ---------- | ---------- |
| Franz Paulweber Gerd Zaunschirm                                    | Kettes      | 1:03,52  | 8.       | 1:03,67  | 9.       | 1:03,01  | 6.       | 1:03,70  | 9.       | 4:13,90    | 9.         |
| Fritz Sperling Kurt Oberhöller                                     | Kettes      | 1:03,58  | 10.      | 1:03,64  | 8.       | 1:03,13  | 7.       | 1:03,23  | 6.       | 4:13,58    | 7.         |
| Fritz Sperling Heinrich Bergmüller Franz Rednak Bernhard Purkrabek | Négyes      | 1:00,75  | 4.       | 1:00,77  | 4.       | 1:00,41  | 6.       | 1:00,69  | 5.       | 4:02,62    | 4.         |
| Walter Delle Karth Franz Paulweber Gerd Zaunschirm Kurt Oberhöller | Négyes      | 1:00,91  | 5.       | 1:01,12  | 7.       | 1:00,25  | 4.       | 1:00,67  | 4.       | 4:02,95    | 5.         |

## Műkorcsolya
| Versenyző                 | Versenyszám | Kötelező elemek   | Kötelező elemek | Rövid program     | Rövid program | Kűr               | Kűr   | Összesítés                     | Összesítés                     | Összesítés                     | Összesítés                     | Összesítés                     | Összesítés                     | Összesítés                     | Összesítés                     | Összesítés                     | Összesítés        | Összesítés        | Összesítés  | Összesítés | Összesítés |
| Versenyző                 | Versenyszám | Kötelező elemek   | Kötelező elemek | Rövid program     | Rövid program | Kűr               | Kűr   | Helyezési pontszámok bírónként | Helyezési pontszámok bírónként | Helyezési pontszámok bírónként | Helyezési pontszámok bírónként | Helyezési pontszámok bírónként | Helyezési pontszámok bírónként | Helyezési pontszámok bírónként | Helyezési pontszámok bírónként | Helyezési pontszámok bírónként | Több. hely. száma | Több. hely. össz. | Hely. össz. | Pont       | Helyezés   |
| Versenyző                 | Versenyszám | Több. hely. száma | Hely.           | Több. hely. száma | Hely.         | Több. hely. száma | Hely. | 1                              | 2                              | 3                              | 4                              | 5                              | 6                              | 7                              | 8                              | 9                              | Több. hely. száma | Több. hely. össz. | Hely. össz. | Pont       | Helyezés   |
| ------------------------- | ----------- | ----------------- | --------------- | ----------------- | ------------- | ----------------- | ----- | ------------------------------ | ------------------------------ | ------------------------------ | ------------------------------ | ------------------------------ | ------------------------------ | ------------------------------ | ------------------------------ | ------------------------------ | ----------------- | ----------------- | ----------- | ---------- | ---------- |
| Claudia Kristofics-Binder | Női egyéni  | 7×5+              | 5.              | 5×6+              | 7.            | 7×9+              | 9.    | 7,0                            | 6,0                            | 7,0                            | 7,0                            | 7,0                            | 7,0                            | 7,0                            | 5,0                            | 7,0                            | 9×7+              | 60,0              | 60,0        | 176,88     | 7.         |

| Versenyző                             | Versenyszám | Kötelező táncok   | Kötelező táncok | Eredeti (original) tánc | Eredeti (original) tánc | Kűr               | Kűr   | Összesítés                     | Összesítés                     | Összesítés                     | Összesítés                     | Összesítés                     | Összesítés                     | Összesítés                     | Összesítés                     | Összesítés                     | Összesítés        | Összesítés        | Összesítés  | Összesítés | Összesítés |
| Versenyző                             | Versenyszám | Kötelező táncok   | Kötelező táncok | Eredeti (original) tánc | Eredeti (original) tánc | Kűr               | Kűr   | Helyezési pontszámok bírónként | Helyezési pontszámok bírónként | Helyezési pontszámok bírónként | Helyezési pontszámok bírónként | Helyezési pontszámok bírónként | Helyezési pontszámok bírónként | Helyezési pontszámok bírónként | Helyezési pontszámok bírónként | Helyezési pontszámok bírónként | Több. hely. száma | Több. hely. össz. | Hely. össz. | Pont       | Helyezés   |
| Versenyző                             | Versenyszám | Több. hely. száma | Hely.           | Több. hely. száma       | Hely.                   | Több. hely. száma | Hely. | 1                              | 2                              | 3                              | 4                              | 5                              | 6                              | 7                              | 8                              | 9                              | Több. hely. száma | Több. hely. össz. | Hely. össz. | Pont       | Helyezés   |
| ------------------------------------- | ----------- | ----------------- | --------------- | ----------------------- | ----------------------- | ----------------- | ----- | ------------------------------ | ------------------------------ | ------------------------------ | ------------------------------ | ------------------------------ | ------------------------------ | ------------------------------ | ------------------------------ | ------------------------------ | ----------------- | ----------------- | ----------- | ---------- | ---------- |
| Susanne Handschmann Peter Handschmann | Jégtánc     | 7×11+             | 11.             | 5×10+                   | 11.                     | 6×11+             | 11.   | 11,0                           | 10,0                           | 11,0                           | 10,0                           | 10,0                           | 9,0                            | 12,0                           | 12,0                           | 11,0                           | 7×11+             | 72,0              | 96,0        | 177,78     | 11.        |

## Síugrás
| Versenyző     | Versenyszám | 1. ugrás | 1. ugrás | 2. ugrás | 2. ugrás | Összesítés | Összesítés |
| Versenyző     | Versenyszám | Pont     | Hely.    | Pont     | Hely.    | Pont       | Helyezés   |
| ------------- | ----------- | -------- | -------- | -------- | -------- | ---------- | ---------- |
| Alfred Groyer | Normálsánc  | 124,5    | 5.       | 120,8    | 8.*      | 245,3      | 7.         |
| Toni Innauer  | Normálsánc  | 131,6    | 1.       | 134,7    | 1.       | 266,3      |            |
| Toni Innauer  | Nagysánc    | 126,2    | 6.       | 119,5    | 8.       | 245,7      | 4.         |
| Armin Kogler  | Normálsánc  | 123,2    | 6.       | 111,6    | 19.      | 234,8      | 12.        |
| Armin Kogler  | Nagysánc    | 123,7    | 8.       | 121,9    | 5.       | 245,6      | 5.         |
| Hans Millonig | Nagysánc    | 101,5    | 34.      | 107,4    | 19.      | 208,9      | 25.        |
| Hubert Neuper | Normálsánc  | 116,7    | 14.      | 128,8    | 2.       | 245,5      | 6.         |
| Hubert Neuper | Nagysánc    | 129,9    | 3.       | 132,5    | 2.       | 262,4      |            |

* - egy másik versenyzővel azonos eredményt ért el

## Szánkó
| Versenyző                            | Versenyszám | 1. futam | 1. futam | 2. futam | 2. futam | 3. futam | 3. futam | 4. futam | 4. futam | Összesítés | Összesítés |
| Versenyző                            | Versenyszám | Idő      | Hely.    | Idő      | Hely.    | Idő      | Hely.    | Idő      | Hely.    | Idő        | Helyezés   |
| ------------------------------------ | ----------- | -------- | -------- | -------- | -------- | -------- | -------- | -------- | -------- | ---------- | ---------- |
| Albert Graf                          | Férfi egyes | 44,253   | 11.      | 44,524   | 6.       | 44,815   | 8.       | 44,431   | 8.       | 2:58,023   | 9.         |
| Gerhard Sandbichler                  | Férfi egyes | 44,128   | 9.       | 44,711   | 8.       | 44,305   | 5.       | 44,307   | 5.       | 2:57,451   | 5.         |
| Franz Wilhelmer                      | Férfi egyes | 44,162   | 10.      | 44,783   | 10.      | 44,159   | 4.       | 44,379   | 7.       | 2:57,483   | 6.         |
| Christine Brunner                    | Női egyes   | 39,642   | 9.       | 40,083   | 9.       | 39,833   | 9.       | 40,265   | 11.      | 2:39,823   | 10.        |
| Annefried Göllner                    | Női egyes   | 40,378   | 15.      | 40,375   | 12.      | 40,489   | 14.      | 40,394   | 13.      | 2:41,636   | 14.        |
| Angelika Schafferer                  | Női egyes   | 39,411   | 5.       | 40,249   | 10.      | 39,731   | 7.       | 39,544   | 7.       | 2:38,935   | 7.         |
| Georg Fluckinger Karl Schrott        | Kettes      | 39,509   | 2.       | 40,286   | 8.       |          |          |          |          | 1:19,795   |            |
| Günther Lemmerer Reinhold Sulzbacher | Kettes      | 40,017   | 9.       | 40,486   | 9.       |          |          |          |          | 1:20,503   | 9.         |